# Naksos (Sycylia)
Naksos – kolonia Chalkis we wschodniej Sycylii. Założona w roku 734 p.n.e.